# Osyris alba
La ginestrella comune (Osyris alba L., 1753) è una piccola pianta arbustiva emiparassita perenne appartenente alla famiglia delle Santalacee.

## Descrizione

### Portamento
La pianta può raggiungere un'altezza compresa tra i 30 centimetri e 1,50 metri. Il fusto è legnoso, di colore marrone o verde scuro, talvolta strisciante sul terreno. I rami giovani sono di colore verde.

### Foglie
Le foglie sono piccole, lineari e prive di picciolo, appressate al fusticino e delle dimensioni comprese tra i 15 ed i 35 millimetri di lunghezza, larghe al massimo 1-5 millimetri. Vengono prodotte durante l'inverno mentre, in estate, sono quasi totalmente assenti.

### Fiori
I fiori sono ermafroditi o unisessuali e, in quest'ultimo caso, i fiori maschili e quelli femminili mostrano delle differenze legate al momento dell'impollinazione. Sono molto piccoli (1 o 2 millimetri) e con quattro tepali di colore giallo-verde. Gli stami sono 4. Lo stilo conduce ad un ovario tricarpellare infero. La fioritura avviene nel periodo compreso tra marzo e giugno. I frutti sono delle piccole drupe di colore rosso del diametro 4 o 6 millimetri entro le quali si trovano i semi.

### Radici
L'apparato radicale è di tipo austoriale, tipico delle piante emiparassite.

## Distribuzione e habitat
È diffusa in tutti i paesi del bacino del Mediterraneo e dell'Asia occidentale. Il suo habitat naturale è rappresentato dalla macchia mediterranea. Vegeta a quote comprese tra 0 e 1.100 metri. In climi particolarmente favorevoli si può spingere anche fino ai 1.800 metri.